# Ooencyrtus congensis
Ooencyrtus congensis är en stekelart som beskrevs av Prinsloo 1987. Ooencyrtus congensis ingår i släktet Ooencyrtus och familjen sköldlussteklar.
Artens utbredningsområde är Kongo. Inga underarter finns listade i Catalogue of Life.